# Piancó (microregio)
Piancó is een van de 23 microregio's van de Braziliaanse deelstaat Paraíba. Zij ligt in de mesoregio Sertão Paraibano en grenst aan de microregio's Cajazeiras, Itaporanga, Serra do Teixeira, Patos en Sousa. De microregio heeft een oppervlakte van ca. 3.286 km². In 2006 werd het inwoneraantal geschat op 69.538.
Negen gemeenten behoren tot deze microregio:
- Aguiar
- Catingueira
- Coremas
- Emas
- Igaracy
- Nova Olinda
- Olho d'Água
- Piancó
- Santana dos Garrotes

Mesoregio's: Agreste Paraibano · Borborema · Mata Paraibana · Sertão Paraibano

Microregio's: Brejo Paraibano · Cajazeiras · Campina Grande · Cariri Ocidental · Cariri Oriental · Catolé do Rocha · Curimataú Ocidental · Curimataú Oriental · Esperança · Guarabira · Itabaiana · Itaporanga · João Pessoa · Litoral Norte · Litoral Sul · Patos · Piancó · Sapé · Seridó Ocidental · Seridó Oriental · Serra do Teixeira · Sousa · Umbuzeiro